# Pak Chol-jin
Pak Chol-jin, kor. 박철진 (ur. 5 września 1985 w Pjongjangu) – północnokoreański piłkarz występujący na pozycji obrońcy w klubie Amrokgang.

## Kariera
Pak Chol-jin od początku swojej kariery związany jest z klubem Amrokgang. W 2003 roku zadebiutował w reprezentacji Korei Północnej. Został powołany do kadry na Mistrzostwa świata 2010.